# Cephalops aeneus
Cephalops aeneus är en tvåvingeart som beskrevs av Fallen 1810. Cephalops aeneus ingår i släktet Cephalops och familjen ögonflugor. Arten är reproducerande i Sverige. Inga underarter finns listade i Catalogue of Life.